# Murodjon Ahmadaliyev
Murodjon Akhmadaliev (Namangan, 2 novembre 1994) è un pugile uzbeko.
Fu campione unificato WBA e IBF dei supergallo dal 30 gennaio 2020 all'8 aprile 2023. Vinse entrambi i titoli dopo la vittoria per decisione non unanime su Daniel Roman, per poi difendere il titolo 3 volte con successo, fino alla sconfitta ai punti contro Marlon Tapales.

## Palmarès
- Olimpiadi

Rio de Janeiro 2016: bronzo nei pesi gallo.
- Mondiali dilettanti

Doha 2015: argento nei pesi gallo.
- Asiatici

Bangkok 2015: argento nei pesi gallo.